# Patrice Carteron
Patrice Carteron (Saint-Brieuc, 30 de julho de 1970) é um ex-futebolista e treinador de futebol francês. Atualmente comanda a equipe do  Ettifaq FC.

## Carreira

### Época de jogador
Em sua carreira de jogador, que durou 17 anos, Carteron teve mais destaque defendendo Rennes (118 jogos, seis gols), Lyon (120 partidas, dez gols) e, principalmente, AS Saint-Étienne, onde teve duas passagens que somaram, no total, 132 partidas.
Atuou também por Stade Briochin (clube onde começou a jogar), Laval e Sunderland (por empréstimo). Carteron encerrou a carreira de atleta em 2007, quando defendia o Cannes.

## Carreira como treinador
Prestes a terminar sua trajetória como jogador, Carteron iniciou a carreira de técnico de futebol no mesmo Cannes, já na última partida da equipe no Championnat National de 2006-07. Foi efetivado no comando técnico no ano seguinte, após a demissão de Stéphane Paille. Foi demitido em 2009, dando lugar a Albert Emon.
Na temporada 2009-10, levou o Dijon FCO pela primeira vez à Ligue 1, mas não evitou o rebaixamento da equipe em 2011. Acabou perdendo o emprego na temporada 2011-12, cedendo a vaga para Olivier Dall'Oglio.
Ainda em 2012, foi escolhido como novo treinador da Seleção do Mali, sucedendo seu compatriota Alain Giresse.

## Títulos

### Jogador
Lyon
- UEFA Intertoto Cup: 1997

Saint-Étienne
- Ligue 2: 2003–04

### Treinador
TP Mazembe
- Linafoot: 2013, 2013–14
- CAF Champions League: 2015

Raja Casablanca
- CAF Super Cup: 2019

Zamalek
- Egyptian Premier League: 2020-21
- Egyptian Super Cup:  2019
- CAF Super Cup: 2020 (February)

## Galeria de imagens

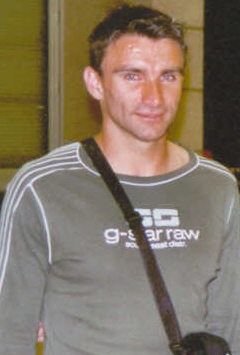
Patrice Carteron enquanto jogador do Saint-Étienne, em 2004.
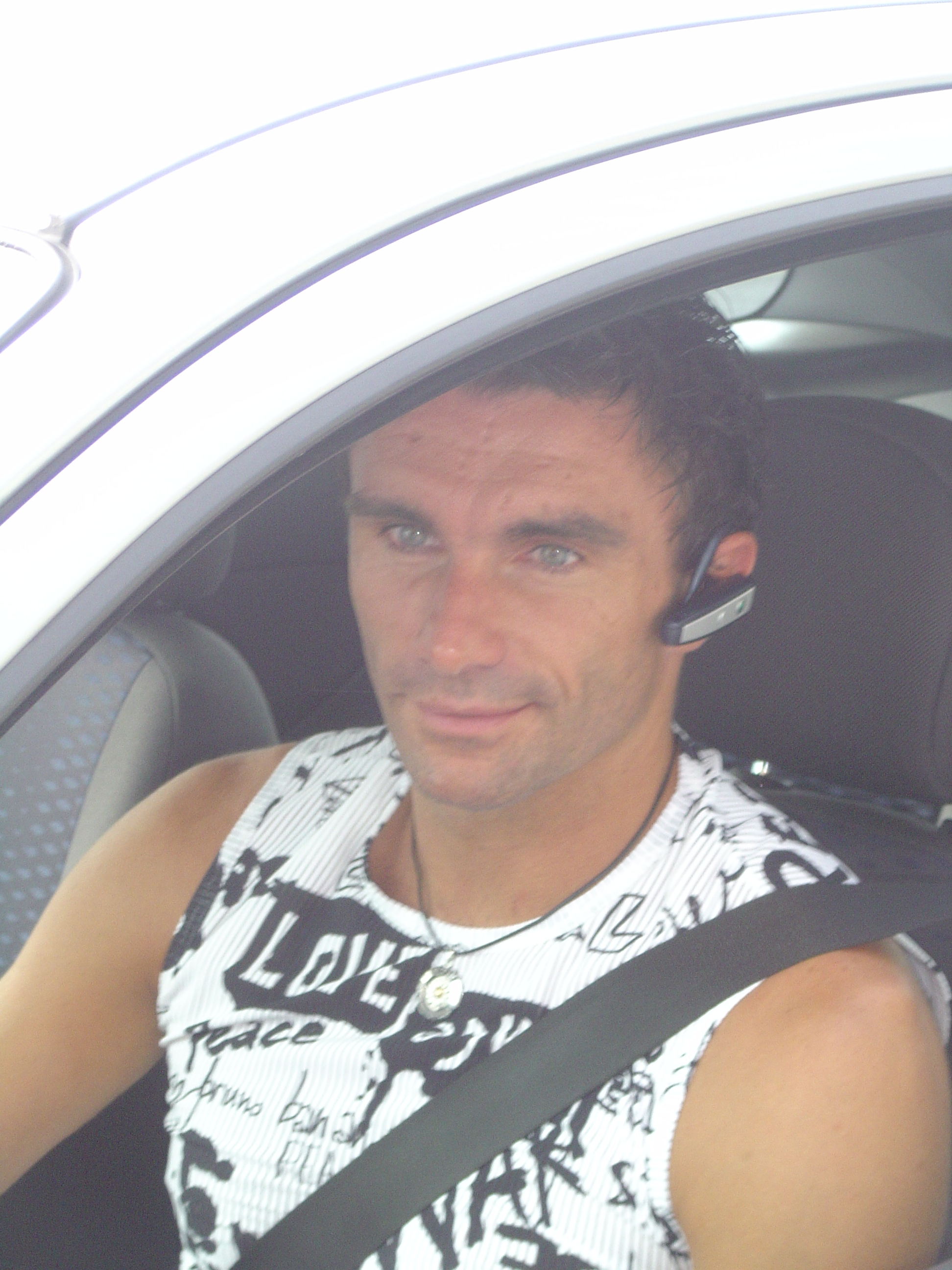
Outra foto de Carteron na mesma época, já em final de carreira.